# Hr. Ms. De Zeven Provinciën (C 802)
Il Hr. Ms. De Zeven Provinciën è stato un incrociatore che ha prestato servizio prima nella Regia Marina Olandese e successivamente nella Marina peruviana, assumendo nel corso della sua vita diversi nomi.

## Hr. Ms. De Zeven Provinciën (C 802)
La sua costruzione iniziò come incrociatore leggero nel cantiere Rotterdamsche Droogdok Maatschappij di Rotterdam il 19 maggio 1939 e all'unità venne dato in un primo momento il nome Kijkduin e successivamente Eendracht, mentre il nome De Zeven Provinciën era stato dato al gemello in costruzione nel cantiere Wilton-Fijenoord di Schiedam.
La costruzione delle due unità per la Marina Olandese venne interrotta dall'occupazione tedesca dei Paesi Bassi avvenuta il 10 maggio 1940 e venne proseguita dai tedeschi ma il suo completamento fu impedito da continui sabotaggi della resistenza olandese, tanto che l'unità, rinominata KH2 non giunse neppure al varo.
La sua costruzione venne ripresa dopo la seconda guerra mondiale e l'unità, varata il 22 agosto 1950, entrò in servizio il 17 dicembre 1953, con il nome De Zeven Provinciën, mentre il gemello cui era stato dato inizialmente questo nome venne ribattezzato De Ruyter. Il progetto originario venne modificato, con un sistema di propulsione che da 78000CV veniva potenziato a 85000hp, un secondo fumaiolo, un diverso armamento e nuove apparecchiature elettroniche. L'armamento, che nel progetto originale era di 3 torri trinate e 2 binate da 152/53mm, 2 impianti binati da 40mm e 2 lanciasiluri tripli da 533mm, venne modificato in 4 torri binate Bofors da 152/53mm, di cui due a prora e due a poppa, 3 torrette binate Bofors da 57/60mm e 8 cannoni Bofors 40L/60 singoli.

### Servizio nella Koninklijke Marine
Nel corso del servizio nella Regia Marina Olandese ha preso parte a diverse esercitazioni NATO, spesso come unità portabandiera di diverse Task force navali.
Tra il 1962 e il 1964 il De Zeven Provinciën venne sottoposto a lavori di ammodernamento nel corso dei quali venne riconvertito in incrociatore lanciamissili con l'installazione del sistema missilistico terra-aria Terrier in sostituzione delle due torri poppiere da 152/53 mm.

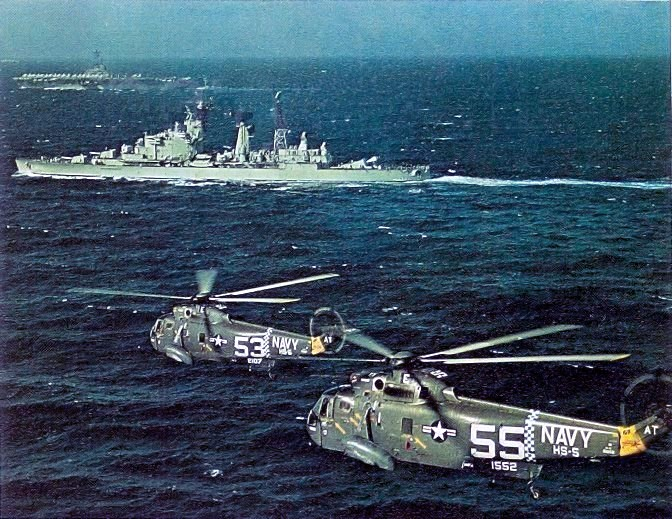
Il De Zeven Provinciën nel 1967 durante una esercitazione

Nel 1976 con l'entrata in servizio delle due fregate della Classe Tromp il De Zeven Provinciën venne posto in disarmo e ceduto nell'agosto dello stesso anno al Perù affiancando il De Ruyter che non avendo ricevuto, per mancanza di fondi, gli stessi ammodernamenti del De Zeven Provinciën nel 1973 era stato ceduto al Perù e ribattezzato Almirante Grau.

## BAPAguirre(CH-84)
Dopo l'acquisto da parte del governo peruviano il De Zeven Provinciën venne ribattezzato Aguirre e riconvertito prima della consegna ai peruviani, nei cantieri olandesi in unità portaelicotteri. I lavori di riconversione videro la rimozione del sistema Terrier al posto del quale venne costruito un hangar fisso e un ponte di volo per elicotteri ed ebbero termine il 31 ottobre 1977. Dopo la consegna avvenuta a Den Helder il 24 febbraio 1978, quando a bordo venne per la prima innalzato il Pabellón Nacional, l'unità raggiunse la sua nuova base operativa di El Callao il successivo 17 maggio.
L'unità ben concepita era capace di trasportare 3 elicotteri ASH-3D Sea King e 2 elicotteri AB 212 ed inoltre disponeva sopra l'hangar di una coperta ausiliare di volo. Queste ed altre caratteristiche ne facevano all'epoca una nave da guerra unica nella sua classe nell'area del Pacifico dell'America Latina. Unità simili all'epoca erano l'italiana Vittorio Veneto e le sovietiche Leningrad e Moskva.
I lavori di ricostruzione ricalcarono quelli dell'unità della Royal Navy HMS Blake che, inizialmente costruito come incrociatore leggero, venne ultimato come incrociatore missilistico e trasformato in seguito in incrociatore portaelicotteri.
Dal 7 agosto 1986 al 15 febbraio 1988 in concomitanza dei lavori di ammodernamento dell'Almirante Grau (CLM-81) assunse temporaneamente il nome Almirante Grau (CH-81) (la legge del 28 ottobre 1879 sancisce che la nave ammiraglia della flotta porti questo nome in onore dell'Ammiraglio Miguel Grau Seminario eroe della Guerra del Pacifico combattuta tra Cile e Perù alla fine del XIX secolo), la matricola ed il ruolo di nave ammiraglia della flotta riprendendo il proprio nome al rientro in squadra dell'Almirante Grau.
Nel corso del servizio nella Marina de Guerra del Perù ha preso parte ad importanti esercitazioni navali multinazionali tra cui la UNITAS, venendo messo in disarmo il 12 marzo 1999 e radiato nel 2000 quando venne venduto per demolizione.

### Il nomeAguirre
Il nome Aguirre è stato dato in onore del Capitano di Corvetta  Elías Aguirre Romero, eroe della Guerra del Pacifico combattuta dal Perù alla fine dell'Ottocento, caduto in combattimento l'8 ottobre 1879 durante la battaglia di Punta Angamos dopo aver assunto il comando della nave corazzata Huáscar in seguito alla morte in combattimento del comandante della nave, il Contrammiraglio Miguel Grau Seminario.
In precedenza il nome Aguirre era stato assegnato alla USS Waterman, cacciatorpediniere della classe Cannon proveniente dalla US Navy, costruito nel 1943 che aveva partecipato alla seconda guerra mondiale nell'area del Pacifico. Messo in disarmo nel 1946 venne ceduto al Perù nel 1952 e ribattezzato Aguirre, rimase in servizio fino al 1974. Dopo essere stato radiato venne usato come bersaglio in un test del missile Exocet.
Attualmente il nome Aguirre è stato assegnato ad una fregata lanciamissili del tipo Lupo della Classe Carvajal che in precedenza aveva operato nella Marina Militare Italiana con il nome Orsa.